# Mats Hedberg
Mats Erik Hedberg, född 22 november 1962 i Nacka, Stockholms län, är en svensk gitarrist, arrangör och kompositör.

## Biografi
Hedberg arrangerade musiken och spelade klassisk gitarr samt kontrabas till Ett resande teatersällskap med Riksteatern 1989. Han medverkade som gitarrist på Arbisteaterns uppsättning av Mannen från La Mancha 1992. Hedberg har turnerat som soloartist och med olika konstellationer. Han har arbetat med det som kallas EBow och har skrivit den första läroboken om EBow-tekniken. Han har även skrivit läromedel för vanligt gitarrspel. Han är låtskrivare till Universal Publishing i Sverige och Addictive tracks i Storbritannien. Han har även skrivit musik till två långfilmer, La porta delle sette stelle 2004 och Cocapop 2010, samt musik till dokumentären Ghergo Bianco e Nero 1999. Hedberg inbjöds 2017 och 2018 till Visby International Centre for Composers, där han skrev musik till fyra album. I maj 2025 fick Hedberg hela sitt soloalbum Puls upptryckt av Svensk Musik.

## Diskografi
- 2025 - PULS
- 2025 - Crucibles and Beams - Hedberg & Wöstheinrich - Bandcamp Album
- 2025 - Rara Avis Experience Live (med Elena Somare´) album stream
- 2024 - Whistling Classics  (Duo med Elena Somare)
- 2024 - Sacro e Profano (med Elena Somare,Andrea Griminelli,Lincoln Almada,Morgan Ågren)
- 2023 - Solo Elements
- 2022 - Nordic Elements (Duo med Stefan Pöntinen)
- 2022 - SoloDuo
- 2021 - Respiro (med Elena Somare,Pat Mastelotto,Morgan Ågren,Gianluca Massetti)
- 2021 - Fusion Guitar
- 2021 - Songbird
- 2021 - EBow Guitar (Ebow gitarrmetod med videos online Dantonemusic Milano)
- 2019 - Stockholm Napoli  (Duo med Giovanni Imparato)
- 2018 - Serum borne from venom - Shards (med Melissa Gray, Rufus Barnes Miller)
- 2018 - Hang Camera Pocket - Cinematica (duo med Marco Testoni)
- 2017 - Speak Slowly Please - Pollock Project (med M.Testoni, Simone Salza, E.Antonini)
- 2016 - True Temperament
- 2011 - Progxprimetal - Vargtonprojekt (med Morgan Ågren,Hans Lundin mfl)
- 2010 - Cocapop (filmmusik) regi Pasquale Pozzessere
- 2008 - Impatiens - Hang Camera (Med Billy Cobham,Marco Testoni)
- 2007 - Metalbox - Komplett Gitarr manual med CD (Carisch)
- 2005 - Melodier (duo med Christer Häggner)
- 2004 - La Porta delle Sette Stelle (filmmusik med bla Stefano Dionisi) regi P. Pozzessere
- 2004 - Triptych (utgiven med Gitarrtidningen Chitarre)
- 2003 - Nordiclights
- 2002 - A tribute to Dr Bach (med Marco Testoni)
- 2001 - The Gate  - BFH (trio med Maurizio Boco och Lorenzo Feliciati)
- 1999 - Ghergo Bianco e Nero (Dokumentärfilmmusik) regi Pasquale Pozzessere
- 1998 - La chitarra elettrica neoclassica (Gitarr manual video VHS & DVD)
- 1998 - Innamorandi (med Scialpi)
- 1997 - sono quel ragazzo (med Scialpi)
- 1996 - XVo round (med Bobby Solo)
- 1995 - Al Roxy Bar (med Bobby Solo)